# 増田里紅
増田 里紅（ますだ りく、2002年3月22日 - ）は、日本の女性声優。東京都出身。Digital Doubleとジャストプロにそれぞれ所属していた。

## 略歴
家族皆テレビアニメ『ONE PIECE』が好きで、元々アニメを観ていたが、中学に進学後、初めて深夜アニメを観るようになったという。『ラブライブ!』のμ's達の配信を観て、「いつかは自分もこういう舞台に立ってみたいな」と漠然と思っていたという。高校時代は、大学進学を考えて塾にも通っていたが、大学に進学後、何をしたいのか思いつかず「興味があるのは声優だし、音楽でも何かを表現する人になりたい」と思って声優を目指したという。
総合学園ヒューマンアカデミーパフォーミングアーツカレッジ在校中の2020年にDigital Doubleとジャストプロが共同開催した「スマイルオーディション」にオーディション初挑戦で合格し、翌2021年放送のテレビアニメ『プラオレ!〜PRIDE OF ORANGE〜』の主人公・水沢愛佳役で声優デビューかつ初主演する。
2023年3月31日、声優業を休業することが発表された。それに伴い水沢愛佳役を降板、合わせて『プラオレ！』出演者7名で結成した声優ユニット「SMILE PRINCESS」からも脱退扱いとなった。Digital Doubleおよびジャストプロからの正式な退所告知は行われていないが、12月1日時点では両事務所ともプロフィールが消去されている。

## 人物
特技として空手の「旋風脚」、趣味として歌と入浴をそれぞれ挙げている。里紅という名前は珍しいと言われるが本名。名付け親は祖父。

## 後任
| 後任     | 役名     | 作品                             | 備考                            |
| -------- | -------- | -------------------------------- | ------------------------------- |
| 辻森梓咲 | 水沢愛佳 | 『プラオレ!〜PRIDE OF ORANGE〜』 | 2023年11月5日にキャスト交替発表 |

## 出演
太字はメインキャラクター。

### テレビアニメ
- プラオレ!〜PRIDE OF ORANGE〜（2021年、水沢愛佳[10]）
- 邪神ちゃんドロップキックX（2022年、レッサーパンダ）
- ちいかわ（2023年、グレーの子たち）

### ゲーム
- プラオレ!〜SMILE PRINCESS〜（2022年、水沢愛佳[11]）

### インターネットテレビ
- 増田里紅のLet‘s STUDY!!!（OPENREC.tv、2021年4月7日 - 2023年3月29日）[12]
- ひゅーすた！ ヒューマンアカデミースター育成チャンネル（YouTube、2022年6月 - 2023年3月）[13]

## ディスコグラフィ

### キャラクターソング
| 発売日         | 商品名                                      | 歌                   | 楽曲                             | 備考                                                            |
| -------------- | ------------------------------------------- | -------------------- | -------------------------------- | --------------------------------------------------------------- |
| 2021年11月24日 | ファイオー・ファイト!                       | SMILE PRINCESS       | 「ファイオー・ファイト！」       | テレビアニメ『プラオレ！〜PRIDE OF ORANGE〜』オープニングテーマ |
| 2021年11月24日 | ファイオー・ファイト!                       | SMILE PRINCESS       | 「be Cute」                      | テレビアニメ『プラオレ！〜PRIDE OF ORANGE〜』関連曲             |
| 2021年12月22日 | プラオレ！〜PRIDE OF ORANGE〜 BD第1巻特典CD | SMILE PRINCESS       | 「ハレ、のちドリーミンぐっ！〇」 | テレビアニメ『プラオレ！〜PRIDE OF ORANGE〜』挿入歌             |
| 2021年12月22日 | プラオレ！〜PRIDE OF ORANGE〜 BD第1巻特典CD | 水沢愛佳（増田里紅） | 「ファイオー・ファイト！」       | テレビアニメ『プラオレ！〜PRIDE OF ORANGE〜』関連曲             |
| 2022年1月26日  | プラオレ！〜PRIDE OF ORANGE〜 BD第2巻特典CD | SMILE PRINCESS       | 「period」                       | テレビアニメ『プラオレ！〜PRIDE OF ORANGE〜』挿入歌             |
| 2022年2月23日  | プラオレ！〜PRIDE OF ORANGE〜 BD第3巻特典CD | SMILE PRINCESS       | 「Victory Sunrise」              | テレビアニメ『プラオレ！〜PRIDE OF ORANGE〜』挿入歌             |
| 2022年8月24日  | SMILE PRINCESS BEST FACE OFF                | あるねしうむ         | 「naturally」                    | テレビアニメ『プラオレ！〜PRIDE OF ORANGE〜』関連曲             |

### ユニットメンバー
1. ↑  増田里紅、本郷里実、相良茉優、北守さいか、汐入あすか、森山由梨佳、青山吉能
2. ↑  増田里紅、本郷里実、相良茉優、北守さいか、汐入あすか、森山由梨佳
3. ↑  増田里紅、相良茉優